# 多良木町立黒肥地小学校柳野分校
多良木町立黒肥地小学校柳野分校（たらぎちょうりつ くろひじしょうがっこう やなぎのぶんこう）は、熊本県球磨郡多良木町にある公立小学校の分校。

## 概要
歴史
1924年（大正13年）に「黒肥地尋常高等小学校柳瀬分教場」として創立。現校名になったのは1955年（昭和30年）。2024年（令和6年）に創立100周年を迎えた。
校訓・校章・校歌
多良木町立黒肥地小学校#沿革を参照。
通学区域
多良木町のうち「黒肥地字柳野（黒肥地10区）」。中学校区は多良木町立多良木中学校。

## 沿革
前史
- 1900年（明治33年）5月 - 「黒肥地尋常小学校 千里内分教場」が設置される。
- 1906年（明治39年）5月 - 千里内分教場が廃止される。

正史
- 1924年（大正13年）9月1日 -「黒肥地尋常高等小学校 柳野分教場」が設置される。
- 1928年（昭和3年）4月 - 「黒肥地尋常小学校 柳野分教場」に改称。
- 1931年（昭和6年）4月 - 「黒肥地尋常高等小学校 柳野分教場」に改称。
- 1941年（昭和16年）4月1日 - 国民学校令施行により、「黒肥地村黒肥地国民学校 柳野分教場」と改称。
- 1947年（昭和22年）4月1日 - 学制改革により、「黒肥地村立黒肥地小学校 柳野分校」と改称。
- 1955年（昭和30年）4月1日 - 黒肥地村が多良木町に合併され、「多良木町立黒肥地小学校 柳野分校」（現校名）と改称。
- 1980年（昭和55年）5月 - 新校舎が完成。
- 2024年（令和6年）11月24日 - 創立100周年記念運動会ならびに祝賀会を開催。

## 交通アクセス
最寄りの幹線道路
- 熊本県道261号五木多良木線